# Blaževo
Blaževo (cyr. Блажево) – wieś w Serbii, w okręgu rasińskim, w gminie Brus. W 2011 roku liczyła 105 mieszkańców.